# آی‌اواس ۱۸
آی‌اواس ۱۸ (انگلیسی: iOS 18) هجدهمین نسخهٔ از سیستم‌عامل آی‌اواس شرکت اپل برای تلفن همراه آی‌فون است که. این نسخه در کنفرانس جهانی توسعه‌دهندگان ۲۰۲۴ (WWDC) رونمایی شد. این سیستم‌عامل جانشین مستقیم آی‌اواس ۱۷ است و همزمان با واچ اواس ۱۱، آی‌پداواس ۱۸ و مک‌اواس سکویا معرفی شد.

## ویژگی‌های سیستم

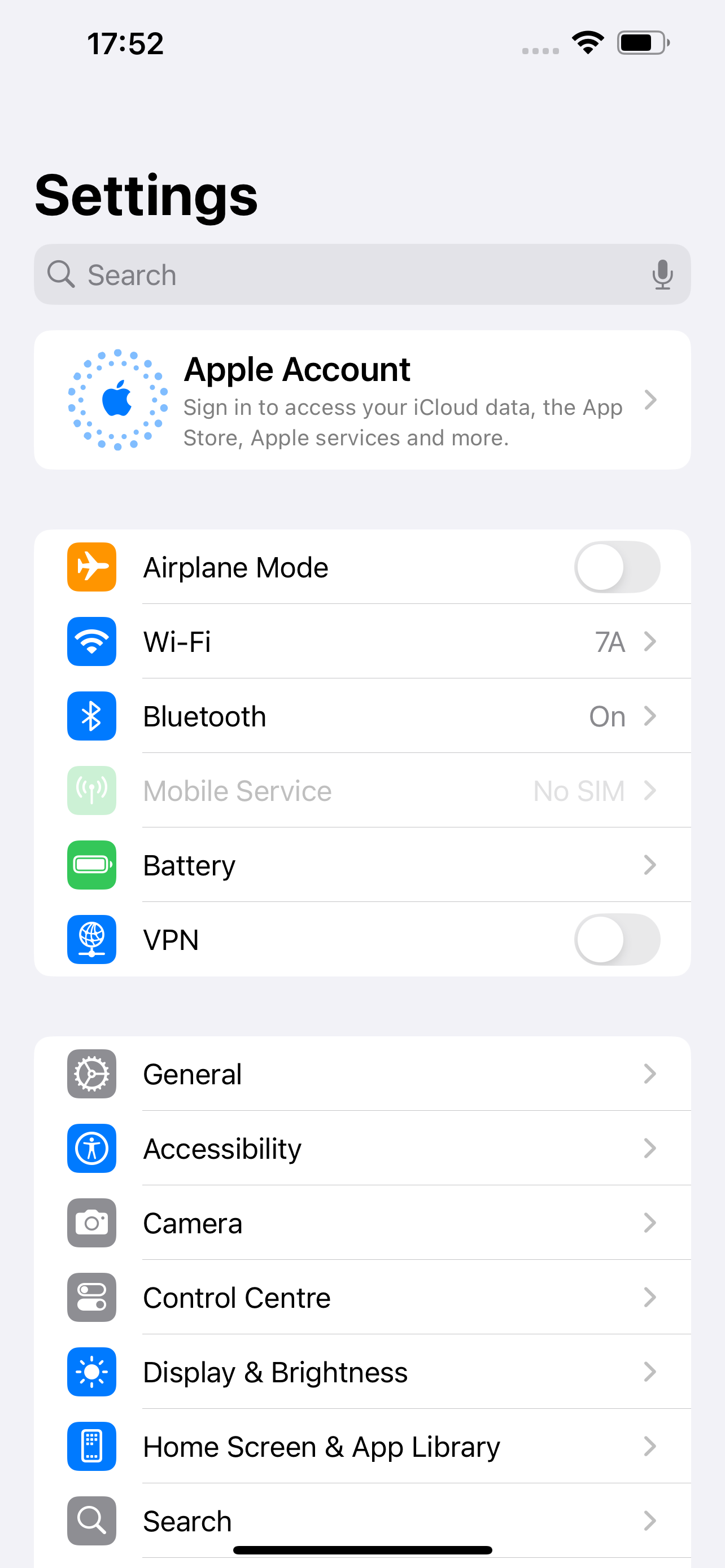
نمایی از تنظیمات موبایل های آیفون که از آی او اس ۱۸ پشتیبانی میکنند.

### هوش مصنوعی
پلتفرم اپل اینتلیجنس بر روی مدل‌های آیفون ۱۵ پرو و آیفون ۱۵ پرو مکس در آی‌اواس ۱۸ در دسترس خواهد بود. اپل اینتلیجنس قابلیت‌های هوش مصنوعی و انضمام‌های مدل زبانی بزرگ به سیری و دیگر توابع سیستم‌عامل را به دستگاه اضافه می‌کند.

### پیام‌ها
آی‌اواس ۱۸ از خدمات ارتباطی غنی (RCS) در مکالمات پشتیبانی‌شده، شامل پشتیبانی از رسیدهای خوانده‌شدن پیام و اشتراک‌گذاری چندرسانه‌ای با کیفیت بالاتر، پشتیبانی می‌کند. این مکالمات همانند SMSبا حباب‌های پیام و دکمه‌های به رنگ سبز مشخص می‌شوند تا از مکالمات کامل آی‌مسیج (آبی) متمایز باشند.

### فوتوز
نرم‌افزار فوتوز در آی‌اواس ۱۸ از نو طراحی شده است.

### صفحهٔ خانه
آی‌اواس ۱۸ به کاربران این امکان را می‌دهد تا رنگ آیکون‌ها و نیز محل قرارگیری آن‌ها در صفحهٔ خانه را سفارشی‌سازی کنند. در نسخه‌های پیشین آی‌اواس لازم بود که آیکون‌ها به جدولی بچسبند که اجازهٔ ایجاد شکاف میان آن‌ها را نمی‌داد.

### مرکز کنترل
در آی‌اواس ۱۸، مرکز کنترل از نو طراحی شده است و امکان وجود چندین صفحه از ادوات کنترل، دکمه‌هایی با اندازهٔ قابل تغییر و کنترل‌های مربوط به نرم‌افزارهای ثالث را فراهم می‌کند.

### پسوردز
اپل نرم‌افزار پسوردز را که یک نرم‌افزار مدیریت گذرواژه است، با هدف ساده‌سازی مدیریت گذرواژه‌ها برای وبگاه‌ها و نرم‌افزارها معرفی کرده است. این افزونه، ابزاری را برای ذخیره‌سازی و مرتب‌سازی اعتبارنامه‌ها در اختیار کاربران قرار می‌دهد و با ویژگی‌های حریم خصوصی اپل نظیر آی‌کلاود کی‌چین یکپارچه شده است.

## دستگاه‌های پشتیبانی‌شده
تمام مدل‌های آیفون که از آی‌اواس ۱۷ پشتیبانی می‌کردند، از آی‌اواس ۱۸ نیز پشتیبانی می‌کنند. با این حال، بسته به سامانه روی تراشه (SoC) دستگاه، سطح پشتیبانی دستگاه از این سیستم‌عامل متفاوت خواهد بود.
آیفون‌های دارای سامانه روی تراشهٔ آ۱۲ بایونیک، که شامل آیفون ایکس‌اس، آیفون ایکس‌اس مکس و آیفون ایکس‌آر می‌شوند، و نیز آیفون‌های مجهز به سامانه روی تراشهٔ آ۱۳ بایونیک نظیر آیفون ۱۱، ۱۱ پرو، ۱۱ پرو مکس و نسل دوم اس‌ای، به‌طور محدود از آی‌اواس ۱۸ پشتیبانی می‌کنند.
در مقابل، آیفون‌های دارای سامانه روی تراشهٔ آ۱۴ بایونیک و مدل‌های بعدی، که شامل آیفون ۱۲، آیفون ۱۲ مینی، ۱۲ پرو و ۱۲ پرو مکس می‌شوند، به‌طور کامل از آی‌اواس ۱۸ پشتیبانی خواهند کرد.
با این حال، توابع جدید اپل اینتلیجنس نیازمند سامانه روی تراشهٔ آ۱۷ پرو یا جدیدتر هستند که تنها در جدیدترین مدل‌های آیفون، یعنی ایفون ۱۶ در نسخه های معمولی ، پرو و پرو مکس  در دسترس هستند.
دستگاه‌هایی که از آی‌اواس ۱۸ پشتیبانی می‌کنند به شرح زیر هستند:
- آیفون ایکس‌اس و ایکس‌اس مکس
- آیفون ایکس‌آر
- آیفون ۱۱
- آیفون ۱۱ پرو و ۱۱ پرو مکس
- آیفون اس‌ای (نسل دوم)
- آیفون ۱۲ و ۱۲ مینی
- آیفون ۱۲ پرو و ۱۲ پرو مکس
- آیفون ۱۳ و ۱۳ مینی
- آیفون ۱۳ پرو و ۱۳ پرو مکس
- آیفون اس‌ای (نسل سوم)
- آیفون ۱۴ و ۱۴ پلاس
- آیفون ۱۴ پرو و ۱۴ پرو مکس
- آیفون ۱۵ و ۱۵ پلاس
- آیفون ۱۵ پرو و ۱۵ پرو مکس
- آیفون ۱۶ ، پرو ، پرومکس